# Beautiful Stranger
"Beautiful Stranger" é uma canção da cantora estadunidense Madonna, que co-escreveu e co-produziu a música com William Orbit, para a trilha sonora do filme, Austin Powers: The Spy Who Shagged Me. Foi lançado em 19 de maio de 1999 como um single, pela Maverick e Warner Bros. Records. A trilha sonora de Austin Powers: The Spy Who Shagged Me foi um lançamento muito esperado e a música de Madonna foi escolhida pelos produtores executivos do álbum para promovê-lo. "Beautiful Stranger" posteriormente apareceu em duas compilações separadas de grandes sucessos da cantora: GHV2 (2001) e Celebration (2009).
Musicalmente, "Beautiful Stranger" é uma música pop psicodélica que apresenta guitarras fortemente reverberadas e loops de bateria saltitantes. Suas letras contam a história de uma paixão romântica. A música recebeu um feedback positivo de críticos de música elogiaram a produção e o progresso de Madonna com sua música, após seu aclamado álbum Ray of Light (1998). Foi um sucesso comercial alcançando o topo das tabelas no Canadá, Finlândia, Islândia e Itália, número dois no Reino Unido e top dez em muitos mercados. Embora a música não tenha sido lançada comercialmente nos Estados Unidos, alcançou o número 19 na Billboard Hot 100 devido ao airplay. Chegou ao número um nas tabelas dance dos EUA. "Beautiful Stranger" também rendeu a Madonna seu quinto prêmio Grammy, ganhando o troféu de Melhor Canção Escrita para Mídia Visual.
O videoclipe da música, dirigido por Brett Ratner, apresenta Madonna cantando em um clube, visitado por Mike Myers como o personagem Austin Powers. No final do vídeo, Madonna seduz Myers e sai em seu carro. Ganhou o MTV Video Music Awards de Melhor Vídeo de Um Filme em 1999. Madonna performou a música em sua Drowned World Tour (2001) , e foi regravada por alguns artistas.

## Antecedentes e lançamento

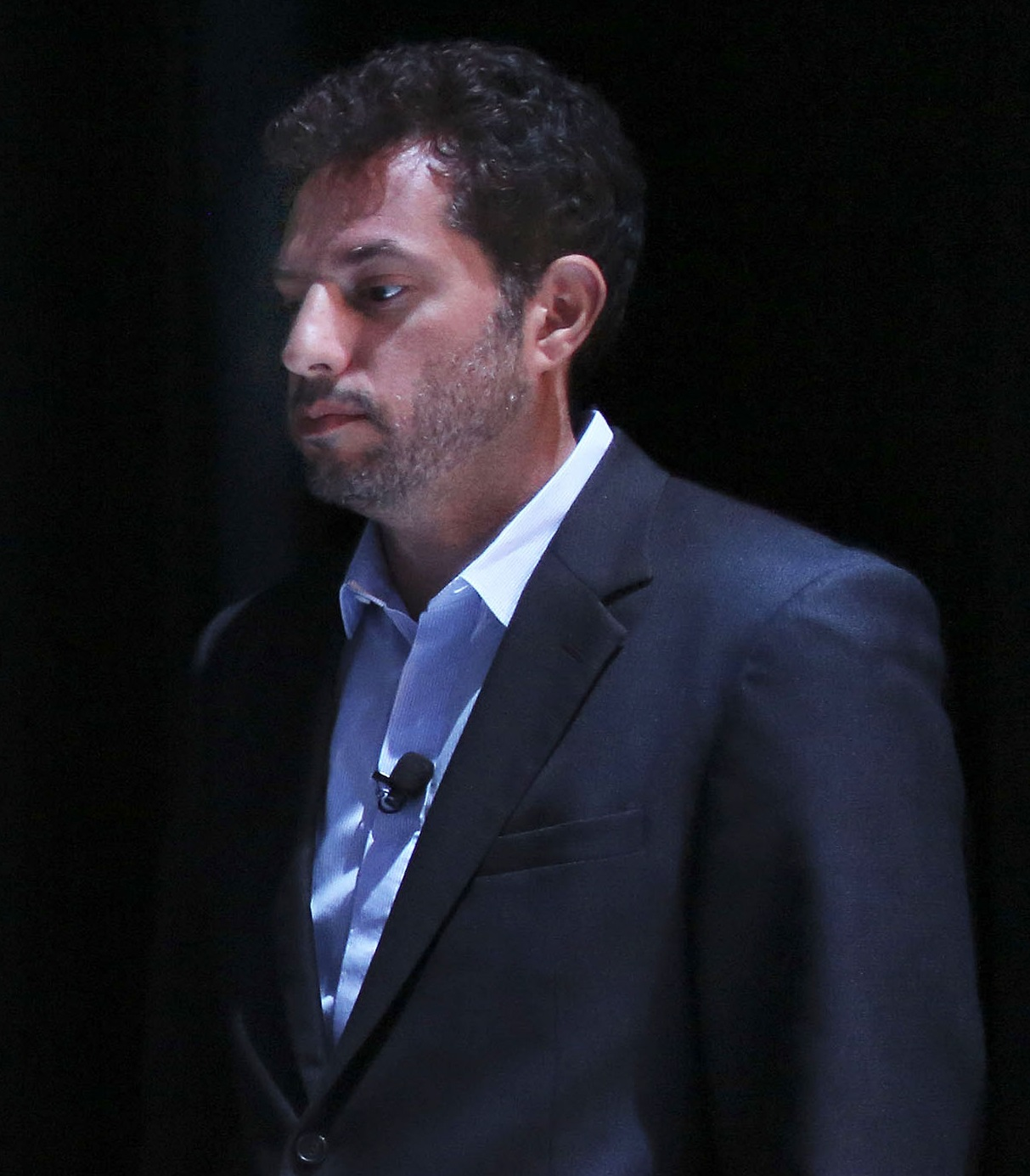
Guy Oseary foi um dos produtores executivos da trilha sonora de Austin Powers e escolheu "Beautiful Stranger" como o primeiro single.

Madonna e o ator canadense Mike Myers já haviam colaborado anteriormente em um episódio do Saturday Night Live em 1991, quando a cantora organizou o show e convidou o personagem de Myers, Wayne Campbell, para jogar um jogo de verdade ou desafio, enquanto apresentava seu documentário Madonna: Truth or Ouse. De acordo com Gwen Ihnat, do The A.V. Club, a "parceria criativa [entre eles] funciona porque Madonna, apesar de séria, sempre parece brincadeira, e Myers, embora frequentemente pateta, também é criativamente criativa". Em 1999, a cantora foi escolhido para contribuir com um single na trilha sonora do segundo filme de  Austin Powers sobre o personagem espião Austin Powers , intitulado Austin Powers: The Spy Who Shagged Me.
A trilha sonora de The Spy Who Shagged Me levou à formação de dois executivos da música, o vice-presidente sênior da Warner Bros. Records Danny Bramson e o co-proprietário da Madonna, Maverick Records, Guy Oseary; ambos atuaram como produtor executivo na trilha sonora. Em maio de 1999, as expectativas já eram altas para o lançamento, então os produtores decidiram incluir a faixa de Madonna junto com uma música de vários outros artistas de destaque, como R.E.M., Lenny Kravitz e Mel B, das Spice Girls.
Como lembrado por Oseary, houve intensa competição entre os artistas para colocar suas músicas na trilha sonora, com um gerente conectado ao projeto descrevendo a luta pelo primeiro lançamento em potencial como "um banho de sangue". A principal intenção dos produtores era fazer com que os artistas contribuíssem com músicas que respeitassem o clima predominante do filme nos anos 1960. Por fim, foi decidido que "Beautiful Stranger" era adequado para isso e foi escolhido como o primeiro single da trilha sonora. No entanto, a gravadora de Madonna, Warner Bros., decidiu não lançar nenhum CD single ou remix para acompanhar o lançamento nos Estados Unidos, apenas os discos promocionais de 12" foram enviados aos DJs de boates de dança. A música foi lançada apenas no rádio de sucesos contemporâneos para exibição em 19 de maio de 1999. "Beautiful Stranger" apareceu em dois álbuns de compilação de Madonna: GHV2 (2001) e Celebration (2009).

## Recepção crítica
"É sempre uma alegria quando um artista bem estabelecido é capaz de mostrar que está inspirado criativamente como sempre. ['Beautiful Stranger'] não faz nada além de promover o lugar essencial de Madonna na cultura pop nos anos 80, 90, e agora, além. Credível e totalmente excepcional."

—Chuck Taylor da Billboard revisando "Beautiful Stranger".
"Beautiful Stranger" recebeu críticas geralmente positivas. Chuck Taylor, da Billboard , denotou a música como "uma nova mudança no vento para [Madonna]", chamando-a de outra coisa criativa para ela. Ele também elogiou a produção dizendo que "essa parceria mais recente com [Orbit] toca em um violão e órgãos em cascata suficientes para provocar um desejo de ouvir sua coleção de Monkees". Taylor encerrou a crítica com um feedback positivo sobre os vocais de Madonna, comparando-os com os do álbum Evita, além de elogiar o refrão. Em um artigo diferente para a Billboard falando sobre os remixes da música, Paoletta descreveu a faixa como "explosão efervescente de música eletrônica psicodélica". Ao escrever para o Philippine Daily Inquirer, Gino DeLa Paz achou "fofo, mas esquecível". Gwen Ihnat, do site de entretenimento The A.V. Club, classificou-a como "a melhor música de Madonna que nunca apareceu em um de seus álbuns regulares [...] como um doce pop psicodélico que oferecia alguns de seus ganchos mais indeléveis". Ihnat também escreveu que "embora seja menos etéreo que o Ray of Light de 1998 , ['Beautiful Stranger'] é como a flauta de dance pronta para a pista [...] a flauta de dança nunca soou tão atraente e a voz de Madonna tão docemente sedutora".  Jose F. Promis, do AllMusic, listou a faixa "como um dos momentos mais memoráveis da cantora, combinando o rock go-go dos anos 60 com a eletrônica dos anos 90, resultando em nada menos que uma verdadeira fatia do rock and roll à moda antiga"; Promis também elogiou as duas mixagens de Calderone.
Sal Cinquemani, da Slant Magazine, classificou a música como B- e escreveu: "Como qualquer boa faixa descartável, 'Beautiful Stranger' não finge ser muito mais do que é. Guitarras e flautas lendárias abundam, Madonna e Orbit inventaram uma música tema perfeita para o talentoso Austin Powers: The Spy Who Shagged Me. Brincalhão, delicado e, finalmente, esquecível". Em agosto de 2018, Paul Schrodt, da mesma revista, colocou-o no número da mesma revista, colocou-o no número 53 em seu ranking de singles, chamando-o de "a antítese de Ray of Light". A faixa viciante e psicodélica é mais acessível do que o trabalho anterior de Madonna com a Orbit. A letra inócua poderia ter sido escrita fantasma para qualquer um, mas a música continua por causa da entrega divertida de Madge e dos detalhes sonoros de Orbit". Ken Tucker, da Entertainment Weekly, a declarou como a "música do verão" e a elogiou por ser "um pedaço de pop psicodélico ao mesmo tempo entre os anos 60 e 90, que manchá-lo com uma piada 'desagradável' seria um insulto ... O modo que Madonna tem de fazer sua voz se fundir na indistinguibilidade com a crescente instrumentação no refrão, a maneira como ela canta a frase-título com uma dor na voz, é ao mesmo tempo urgente e divertida". Matthew Jacobs, do The Huffington Post, classificou a música em 22 em sua lista de "O ranking definitivo dos Singles de Madonna". Richard Labeau, do Medium, chamou-lhe uma "ponte ousada, inteligente e interessante entre o Ray of Light e a era Music".
Louis Virtel, de TheBacklot.com, colocou "Beautiful Stranger" no número 36 de sua lista "As 100 melhores músicas da Madonna"; ele sentiu que "o estilo psicodélico da Orbit se encaixa perfeitamente na melancolia melancólica da Madonna". O autor Phil Dellio escreveu em seu livro Interrupting My Train of Thought que, embora "Beautiful Stranger" tivesse semelhanças com o próprio "Ray of Light" (1998) de Madonna, ele apresentava "melodia melhor, melhor vocal, melhor show de luzes a música de dança acima do solo mais propulsora desde os primeiros dois minutos de 'How Many More Times' do Led Zeppelin". J. Randy Taraborrelli escrevendo para Madonna: An Intimate Biography, que a música de 2000 de Madonna "Amazing", de seu álbum oitavo álbum Music, parecia primo de "Beautiful Stranger", com sua composição inspirada. Enquanto no ranking de singles de Madonna, em homenagem ao seu 60º aniversário, Jude Rogers, do The Guardian, colocado "Beautiful Stranger", no número 34, chamando-a de "canção de amor maravilhosamente furtiva e travessa". A música recebeu um Prêmio Grammy na 42ª cerimônia, na categoria de Melhor Canção Escrita para Mídia Visual. Também foi indicado na categoria de Melhor Performance Vocal Pop Feminina. Também foi indicado para um Globo de Ouro de Melhor Canção Original, mas perdeu para "You'll Be in My Heart" de Phil Collins. Em 2000, durante o ASCAP Pop Awards, "Beautiful Stranger" foi premiada com a Música Mais Executada. Também ganhou o Prêmio Ivor Novello de Trabalho Mais Executado, além de ser indicado como Melhor Canção Contemporânea. O MTV Europe Music Awards de 1999 também nomeou a faixa na categoria de Melhor Canção. "Beautiful Stranger" foi nomeado como Canção Favorita de um Filme no Nickelodeon Kids' Choice Awards.

## Composição
As gravações de "Beautiful Stranger" ocorreram em fevereiro de 1999 nos Guerilla Beach Studios em Los Angeles, Califórnia, e também no Enterprise Studio em Burbank, Califórnia. Além de escrever e produzir a música com Madonna, Orbit também tocou os teclados e o violão na faixa. Damian LeGassick fez a programação e teclado adicional enquanto Emma Fowler tocava flauta. A equipe de engenharia incluía Pat McCarthy , Mark Endert e Dave Chelsea, com McCarthy também mixou a faixa. Jeff Gregmay e Wassim Zartek foram os engenheiros assistentes de gravação De acordo com a partitura publicada por Musicnotes.com, "Beautiful Stranger" é definida em tempo comum e é composto de uma clave de Fá♯maior com um ritmo de 128 batidas por minuto. A música começa com uma sequência básica de Mi–Si–Fá♯–Lá–dó♯ antes de passar para a progressão do acorde principal de dó4–dó#7.
"Beautiful Stranger" é uma música pop psicodélico e começa com uma instrumentação musical que lembra "Light My Fire" (1967) de The Doors e "Lucy in the Sky with Diamonds" (1967) de The Beatles. A estrutura principal da música é apoiada por guitarra, enquanto a bateria entra durante os refrões. Por volta da marca de 1:06, há uma pitada de mellotron e flauta sendo tocadas como as músicas de 1967 dos Beatles, "Strawberry Fields Forever" ou "The Fool on the Hill". A música tem composição semelhante à de Ray of Light de Madonna, misturado com música psicodélica. Ken Barnes, do USA Today, sugeriu que o coro, riff, instrumentação e estrutura de 'Beautiful Stranger' foram baseadas no single de 1966, "She Comes in Colors", da banda americana de rock Love. O executivo da gravadora  Rhino Records, Gary Stewart, afirmou que "Certamente, o riff e a instrumentação [de 'Beautiful Stranger'] são remanescentes de 'She Comes in Colors'" e que o refrão da "da da da da da" parece parecer baseado em "um floreio instrumental que é parte integrante da gravação [de Love]. Pode ser uma homenagem consciente ou inconsciente". Madonna negou tal influência, alegando que nunca tinha ouvido falar de Love.
De acordo com Michael Paoletta, da Billboard, "nenhum DJ de boate em 1999 ousaria tocar a versão original e marcante da música". Portanto, a música foi remixada por Victor Calderone, que manteve a estrutura básica da música, enquanto a misturava com batidas tribais infundidas. Ao contrário de muitos de seus lançamentos na época — onde ele removeu a maior parte das letras da música para remixar — com "Beautiful Stranger", ele os manteve. Paoletta descreveu os remixes como "se Calderone entende completamente a importância de uma música e entende como melhor unir batidas hábeis e uma performance vocal deslumbrante". Os remixes incluem uma versão inclinada para o rock, bem como as mixagens Club e Radio de Calderone.

## Videoclipe

Madonna dançando sugestivamnte em um palco de um clube com um fundo verde, durante o videoclipe.

O videoclipe da música foi dirigido por Brett Ratner. Madonna já havia demonstrado interesse em trabalhar com Ratner devido ao seu trabalho no vídeo de D'Angelo para "Brown Sugar" (1995). Sua maquiagem foi feita por Kevyn Aucoin, com quem ela já havia trabalhado em seu videoclipe para "The Power of Good-Bye". As filmagens do vídeo foram realizadas no Universal Studios em Los Angeles, por volta de maio de 1999. Segundo Ratner, foi uma filmagem bastante jovial:

Mike estava no personagem o tempo todo. Ele e Madonna realmente tiveram uma ótima química juntos. Este vídeo mostra seu senso de humor absolutamente histérico, e é ótimo que todos vejam esse lado dela. Essa foi de longe a mais divertida que já fiz ao gravar um vídeo.

O vídeo começa com Myers como Austin Powers, recebendo uma ligação de seu chefe Basil Exposition (Michael York), que o adverte contra um espião perigoso que a descreve como uma "mestre do disfarce". A tela do carro mostra cinco imagens de Madonna usando looks diferentes, e Exposition esclarece que ela "seduziu nossos principais agentes". Ele também adverte Powers "o que quer que você faça, não se apaixona. Já perdemos 007 e 008". Enquanto o vídeo continua, Powers encontra Madonna em um clube que se apresenta na frente de uma multidão, que inclui Verne Troyer como Mini-Me. Enquanto ele a observa, Powers se vê fantasiando sobre os dois dançando na frente de um fundo branco com turbilhões fluorescentes psicodélicos. Ele também os visualiza andando de carro juntos, onde Madonna dança sugestivamente e lambe o rosto de Powers enquanto esfrega a virilha e o fundo em suas bochechas.
De acordo com Ratner, Myers não estava confortável com essas cenas, porque ele achava que era muito sexual e inapropriado; ele até pediu que ele removesse aquela cena em particular. Madonna, por outro lado, achou divertido e convenceu o diretor a mantê-lo. O vídeo termina com uma das fantasias de Powers, ele proclamando "É bom ser eu!" enquanto Madonna acaricia sua bochecha. O autor Georges Claude Guilbert escreveu em seu livro, Madonna as Postmodern Myth, que "Beautiful Stranger" denotava uma das séries de looks reinventados por Madonna naquela época e era uma mudança "radical" do visual de gueixa de seu passado. vídeo de " Nothing Really Matters ", lançado no mesmo ano. Matthew Rettenmund escreveu em sua Encyclopedia Madonnica que "Madonna provavelmente pensou muito pouco [por trás do vídeo]", mas ele sentiu que era melhor do que estar "alguns passos acima de uma compilação de clipes".
No MTV Video Music Awards de 1999, o vídeo foi indicado nas categorias de Melhor Vídeo Feminino e Melhor Cinematografia, e ganhou o prêmio de Melhor Vídeo de um Filme. Também recebeu uma indicação para Melhor Clipe Pop do Ano no Billboard Music Video Awards de 1999. O clipe ganhou Melhor Cinematografia e Melhor Maquiagem no MVPA Awards de 2000; também foi indicado para a Trilha Sonora do Ano. No VH1 Fashion Awards de 1999, o vídeo recebeu uma indicação na categoria de Vídeo Mais Estiloso. O vídeo pode ser encontrado nas compilações de Madonna, The Video Collection 93:99 (1999) e Celebration: The Video Collection (2009).

## Apresentações ao vivo e regravações

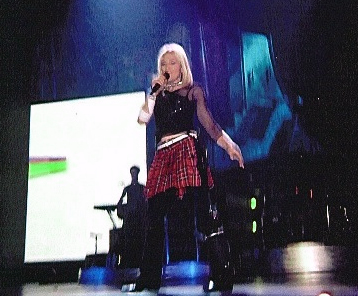
Madonna performando "Beautiful Stranger" durante sua Drowned World Tour em 2001

Madonna tocou "Beautiful Stranger" em sua Drowned World Tour de 2001, onde foi a quarta música do setlist. Começou com uma introdução de Myers como Austin Powers nas telas de vídeo, a cantora perguntou à platéia "Eu te deixo excitado?" (uma das frases de efeito de Powers) antes de tocar a música. A ela se juntaram as cantoras Niki Haris e Donna DeLory, que também contribuíram com os vocais de apoio na faixa. Os trajes para o espetáculo incluíam coleiras de cachorro espetadas, pulseiras incrustadas em cristal Swarovski e blusas esfarrapadas; A própria Madonna usava uma blusa preta sem mangas, uma blusa amarrada na cintura com uma manga de rede, jeans com zíper e tiras de cativeiro e um kilt de tartan. O pano de fundo durante a apresentação exibiu cenas do filme e redemoinhos fluorescentes psicodélicos. Ele também contou com um técnico perdido no final e elementos de "Soul Bossa Nova (Dim's Space-A-Nova)", outra música da trilha sonora do filme. Em 15 de setembro de 2001, data final da turnê, o então marido de Madonna, Guy Ritchie, se juntou a ela no palco como o técnica perdido. Michael Hubbard, do MusicOMH, observou que "as coisas rapidamente aconteceram com [...] 'Beautiful Stranger'". A apresentação em 26 de agosto de 2001, no The Palace of Auburn Hills, nos arredores da cidade natal de Madonna, Detroit, foi gravada e lançada no álbum de vídeo , Drowned World Tour 2001. Em 26 de outubro de 2008, Madonna tocou um trecho de "Beautiful Stranger" como a música solicitada durante a parada de Chicago de sua Sticky & Sweet Tour. Uma versão acappella da música também foi apresentada durante a parada de Nashville em sua Rebel Heart Tour em janeiro de 2016. Em dezembro de 2016, Madonna tocou "Beautiful Stranger" durante seu show Tears of a Clown como parte de um jantar beneficente para sua instituição de caridade, Raising Malawi, em Miami, Flórida.
Jon Auer, co-fundador da banda americana de power pop The Posies, gravou um cover da música em seu EP solo 6 ½ em 2001. O site Stereogum listou o cover no número cinco da lista das 20 melhores covers de Indie Rock de Madonna. Uma compilação de tributo à música folclórica de 2007 para Madonna, intitulada Through the Wilderness, apresenta um cover da música de Golden Animals. A banda australiana de rock DMA regravou a música durante as sessões da BBC Radio 1 com Annie Mac em 8 de março de 2016. Michelle Geslani, do site Consequence of Sound, elogiou a capa dizendo que "seria indubitavelmente aclamada como mais uma entrada bem-sucedida na jovem carreira do DMA" e descreveu o cover como "facilmente ajustando o número retrô em um hino psicodélico e pronto para a arena". Michael Carr, da revista Music Feeds, também elogiou o cover dizendo: "Emprestando-se surpreendentemente bem ao tratamento pop dos meninos, que sabem disso ... Para ser sincero, porém, eles meio que venceram na escolha da música".

## Lista de faixas e formatos
| - Vinil promocional 12" 1. "Beautiful Stranger" (Calderone Club Mix) – 10:12 2. "Beautiful Stranger" (Calderone Radio Mix) – 4:00 3. "Beautiful Stranger" (New Club Edit) – 5:12 4. "Beautiful Stranger" (Versão do LP) – 4:22 - CD promocional EUA/Reino Unido 1. "Beautiful Stranger" (William Orbit Radio Edit) – 3:58 2. "Beautiful Stranger" (Versão do LP) – 4:22 | - Single de 7" britânico / Cassete single 1. "Beautiful Stranger" (Versão do LP) – 4:22 2. "Beautiful Stranger" (Calderone Radio Mix) – 4:00 - CD single; EUR / RU / JAP / AUS 1. "Beautiful Stranger" (Versão do LP) – 4:22 2. "Beautiful Stranger" (Calderone Club Mix) – 10:12 3. "Beautiful Stranger" (Calderone Radio Mix) – 4:00 |

## Créditos e equipe
- Madonna – vocais, produção, produção musical
- William Orbit – compositor, produtor, guitarra, teclados
- Victor Calderone – produtor adicional, remixer
- Emma Fowler – flauta
- Damian LeGassick – teclados, programação
- Pat McCarthy – engenharia
- Mark Endert – engenharia
- Dave Chelsea – engenharia
- Jeff Gregmay – assistente de engenharia
- Wassim Zartek – assistente de engenharia

Créditos e pessoal adaptados das notas do encarte do single Beautiful Stranger.

## Desempenho comercial
Nos Estados Unidos, "Beautiful Stranger" estreou no Billboard Hot 100 no número 78 em 12 de junho de 1999. Foi a primeira trilha sonora de Madonna a figurar no Hot 100 desde sua versão de "Don't Cry for Me Argentina" alcançou o número oito em março de 1997. "Beautiful Stranger" também estreou no número 28 nat tabela Mainstream Top 40. Ele subiu gradualmente no Hot 100 e atingiu o número 19 em 13 de julho de 1999, apenas com a força das transmissões de rádio. Promis disse que o posicionamento relativamente baixo se deve ao fato do CDs Single não terem sido lançados. "Beautiful Stranger" bem sucedido nas tabelas de dance music da Billboard, alcançando o número um na tabela Dance Club Songs. Ele ficou em 31º lugar na tabela de final de ano do Dance Club Songs em 1999. No Canadá, "Beautiful Stranger" foi capaz de liderar as tabelas de singles da RPM.
Na Austrália, "Beautiful Stranger" estreou no número oito na ARIA Charts e atingiu seu pico de número cinco na semana seguinte, permanecendo lá por duas semanas no total. Ele desceu gradualmente nas tabelas, presente no top 50 por um total de 16 semanas. Foi certificado em ouro pela Australian Recording Industry Association (ARIA) pela comercialização de 35,000 cópias do single. No final do ano, a música ficou em número 34 na tabela do país. Na Nova Zelândia, "Beautiful Stranger" estreou na sua posição de pico no número cinco. O single desceu gradualmente nas tabelas e esteve presente por um total de 14 semanas.
No Reino Unido, a música estreou no número dois na tabela UK Singles Chart, sendo mantida no primeiro lugar por "Bring It All Back" do S Club 7. A música passou 16 semanas na tabela, com sete delas entre as 20 primeiros. "Beautiful Stranger" também se tornou uma das músicas mais tocadas na rádio britânica, recebendo mais de 2,462 peças por semana, quebrando o recorde anterior, realizado por Cher com seu single "Believe". Segundo a Official Charts Company, a música vendeu 534,800 cópias no Reino Unido até agosto de 2016 e foi certificada em ouro pela British Phonographic Industry (BPI). Em toda a Europa, "Beautiful Stranger" alcançou o top vinte das tabelas na Alemanha, Áustria, Bélgica, Dinamarca, Escócia, Espanha, França, Irlanda, Noruega, Países Baixos, Suécia e Suíça, enquanto alcançou o topo das tabelas na Finlândia e na Itália. Na França posteriormente certificado como prata, após serem registradas 120 mil réplicas do single no país. A música alcançou o pico do número dois na tabela European Hot 100 Singles, também ocupando o segundo lugar na contagem de final de ano de 1999, atrás de "...Baby One More Time" de Britney Spears.

### Tabelas semanais
| Tabela musical (1999)               | Melhor posição |
| ----------------------------------- | -------------- |
| Alemanha (Offizielle Top 100)       | 13             |
| Austrália (ARIA Charts)             | 5              |
| Áustria (Ö3 Austria Top 40)         | 14             |
| Bélgica (Ultratop 50 de Flandres)   | 15             |
| Bélgica (Ultratop 40 de Valônia)    | 12             |
| Canadá (RPM Single Chart)           | 1              |
| Dinamarca (Tracklisten)             | 4              |
| Escócia (OCC)                       | 2              |
| Espanha (PROMUSICAE)                | 4              |
| Estados Unidos (Adult Contemporary) | 23             |
| Estados Unidos (Adult Top 40)       | 9              |
| Estados Unidos (Billboard 100)      | 19             |
| Estados Unidos (Dance Club Songs)   | 1              |
| Estados Unidos (Latin Pop Songs)    | 25             |
| Estados Unidos (Mainstream Top 40)  | 9              |
| Europa (Hot 100 Singles)            | 2              |
| Finlândia (IFPI Finlândia)          | 1              |
| França (SNEP)                       | 17             |
| Grécia (IFPI Grécia)                | 3              |
| Hungria (MAHASZ)                    | 1              |
| Irlanda (IRMA)                      | 3              |
| Islândia (Íslenski Listinn Topp 40) | 1              |
| Itália (Music & Media)              | 1              |
| Noruega (VG-lista)                  | 8              |
| Nova Zelândia (Recorded Music NZ)   | 5              |
| Países Baixos (Dutch Top 40)        | 6              |
| Países Baixos (Single Top 100)      | 5              |
| Reino Unido (UK Singles Chart)      | 2              |
| Reino Unido (UK Dance)              | 7              |
| Suécia (Sverigetopplistan)          | 15             |
| Suíça (Schweizer Hitparade)         | 6              |

| Tabela musical (1999)                 | Posição |
| ------------------------------------- | ------- |
| Alemanha (GfK Entertainment Charts)   | 98      |
| Austrália (ARIA)                      | 34      |
| Bélgica (Ultratop 50 de Flanders)     | 68      |
| Bélgica (Ultratop 40 da Valônia)      | 55      |
| Canadá (RPM)                          | 14      |
| Espanha (PROMUSICAE)                  | 54      |
| Estados Unidos (Hot Dance Club Songs) | 31      |
| Europa (Hot 100 Airplay)              | 2       |
| França (SNEP)                         | 48      |
| Países Baixos (Single Top 100)        | 54      |
| Reino Unido (UK Singles Chart)        | 23      |
| Romênia (Romanian Top 100)            | 98      |
| Suíça (Schweizer Hitparade)           | 45      |

| Região                                                                                 | Certificação | Vendas   |
| -------------------------------------------------------------------------------------- | ------------ | -------- |
| Austrália (ARIA)                                                                       | Ouro         | 35,000^  |
| Bélgica (BEA)                                                                          | Ouro         | 25,000*  |
| França (SNEP)                                                                          | Prata        | 125,000* |
| Reino Unido (BPI)                                                                      | Ouro         | 535,000  |
| *vendas baseadas apenas na certificação ^distribuições baseadas apenas na certificação |              |          |